# Marta Roqueta-Fernàndez
Marta Roqueta-Fernàndez   (Barcelona, 1988) és una periodista catalana experta en perspectiva de gènere. Va estudiar Periodisme a la Universitat Autònoma de Barcelona i un màster de Periodisme Avançat i Reporterisme a la Universitat Ramon Llull. Té un màster d'estudis de gènere per la School of Oriental and African Studies de Londres.
És fundadora i editora de la revista cultural feminista Zena, guanyadora de la Menció d'Honor en els Premis de Periodisme Jove sobre Violència de Gènere 2015 atorgats per l'Institut de la Joventut (Ministeri de Sanitat, Consum i Benestar Social). És columnista al diari El Nacional i a la revista ONGC, a més d'opinar a El Periódico i La República, i és col·laboradora de RAC1 i TV3. També ha escrit a Nació Digital, VICE i Capçalera, la revista del Col·legi de Periodistes de Catalunya.
Roqueta ha investigat en l'àmbit de la dona, religió i comunicació per l'Observatori Blanquerna de Comunicació, Religió i Cultura, i també en l'àmbit d'atenció a les dones immigrades i racialitzades per la Fundació Josep Irla.
És autora de De la poma a la pantalla. Amor, sexe i desig a l'època digital (2019), un assaig sobre l'amor i el desig en el món digitalitzat.
Té avis andalusos, tant per part materna com paterna.